# Grevillea prostrata
Grevillea prostrata är en tvåhjärtbladig växtart som beskrevs av C. A. Gardner & George. Grevillea prostrata ingår i släktet Grevillea och familjen Proteaceae. Inga underarter finns listade i Catalogue of Life.